# Casemate (magazine)
Pour les articles homonymes, voir Casemate (homonymie).
 (février 2016).
Si vous disposez d'ouvrages ou d'articles de référence ou si vous connaissez des sites web de qualité traitant du thème abordé ici, merci de compléter l'article en donnant les références utiles à sa vérifiabilité et en les liant à la section « Notes et références ».
Casemate est un magazine mensuel français spécialisé dans la bande dessinée franco-belge fondé en 2008 par Frédéric Vidal et Jean-Pierre Fuéri. La revue se compose principalement d'interviews d'auteurs et propose du contenu supplémentaire en ligne.

## Historique
En février 2007, Frédéric Vidal quitte le magazine BoDoï et fonde Casemate avec Jean-Pierre Fuéri.